# ام‌سی‌جی+۰۲–۳۸–۰۲۰
ام‌سی‌جی+۰۲-۳۸-۰۲۰ یک کهکشان است.